# Radwimps (album)
RADWIMPS – debiutancki album studyjny japońskiego zespołu Radwimps, wydany w Japonii 2 lipca 2003 roku przez Newtraxx. Zadebiutował na 86 pozycji w rankingu Oricon i pozostał na liście przez 98 tygodni. Sprzedał się w nakładzie ponad 91 tys. egzemplarz i zdobył status złotej płyty.

## Lista utworów
Tekst i aranżacja: Yōjirō Noda, kompozycja Radwimps.
| CD  | CD | CD      |
| Nr  | Tytuł utworu | Długość |
| --- | --- | ------- |
| 1.  | „Jinsei deai” (jap. 人生出会い)                                                                                   | 5:42    |
| 2.  | „Jibōjiki jikochūshin-teki (shishunki) jiko izonshō no shōnen” (jap. 自暴自棄自己中心的 (思春期)自己依存症の少年) | 4:37    |
| 3.  | „Shinzō” (jap. 心臓)                                                                                              | 6:18    |
| 4.  | „Moshi mo: „Min'na isshō ni” version” (jap. もしも「みんな一緒に」バージョン Moshi mo: „Min'na issho ni” bājon)   | 5:38    |
| 5.  | „Samishii boku” (jap. さみしい僕)                                                                                 | 4:21    |
| 6.  | „Condom” (jap. コンドーム Kondōmu)                                                                                | 4:54    |
| 7.  | „Aoi haru” (jap. 青い春)                                                                                          | 4:07    |
| 8.  | „«Boku» to «Boku»” (jap. 「ぼく」と「僕」)                                                                        | 2:56    |
| 9.  | „Aimai” (jap. あいまい)                                                                                           | 2:59    |
| 10. | „Iyan” (jap. 嫌ん)                                                                                                | 5:57    |
| 11. | „«Zutto daisuki dayo» «Honto?...»” (jap. 「ずっと大好きだよ」「ほんと?・・・)                                     | 6:43    |
| 12. | „Ai e” (jap. 愛へ)                                                                                                | 5:00    |
| 13. | „I Love You” (jap. あいラブユー Ai Rabu Yū)                                                                       | 3:02    |